# 宮村智
宮村 智（みやむら さとる、1946年（昭和21年）11月26日 - ）は、三重県出身の元大蔵官僚。

## 学歴
- 1965年3月 三重県立津高等学校卒業
- 1969年6月 東京大学法学部卒業
- 1978年6月 ハーバード大学ロースクール修士課程修了

## 職歴
- 1969年7月 大蔵省入省（理財局総務課）[1]
- 1972年7月 建設省計画局総務課計画第一係長[1][2]
- 1974年7月 津島税務署長
- 1975年7月 国税庁長官官房総務課長補佐
- 1978年7月 国際復興開発銀行派遣職員
- 1980年7月 理財局資金第一課長補佐
- 1981年7月 理財局資金第二課長補佐（総括・運用一・五）[3]
- 1985年6月 大臣官房企画官兼国際金融局調査課
- 1986年5月 OECD日本政府代表部参事官（在パリ）
- 1989年6月 国際金融局開発機関課長
- 1991年6月 関税局国際機関課長
- 1992年7月 関税局企画課長
- 1993年6月 関税局総務課長
- 1994年7月 名古屋税関長
- 1995年7月 国際復興開発銀行東京事務所長
- 1998年6月 国際復興開発銀行理事（在ワシントン）
- 2000年5月 大蔵省退官
- 2000年6月 日本電信電話取締役第4部門長
- 2002年6月 日本電信電話常務取締役第4部門長
- 2004年7月 駐ケニア特命全権大使（駐エリトリア・セーシェル・ルワンダ・ブルンジ特命全権大使を兼務、在ナイロビ）、国際連合環境計画常駐代表、国際連合人間居住計画常駐代表[4]
- 2007年10月 損保ジャパン総合研究所 理事長兼損保ジャパン顧問
- 2009年5月 髙島屋社外取締役（ - 2014年5月20日[5]）
- 2009年8月 SBJ銀行代表取締役社長
- 2013年7月 SBJ銀行顧問（ - 2014年6月30日）
- 2014年6月 イオン環境財団評議員（ - 現在）
- 2017年4月 瑞宝中綬章受章[6]

## 同期入省者
中川雅治（参議院議員）、増原義剛（前衆議院議員）が同期入省者である。1969年入省組は次官レースのトップを走っていた杉井孝（弁護士）が不祥事で辞職したこともあり、財務事務次官が出なかった。

## 著書
- 『貧しくとも魅力溢れるアフリカの大地から』毎日新聞社、2008年3月。ISBN 978-4620318776。